# Hans-Efraim Sköld
Hans-Efraim Sköld, född 23 juni 1918 i Stockholm, död 2005, var en svensk diplomat.

## Biografi
Sköld var son till rektor Efraim Sköld och Ellen Lindvall. Han tog juris kandidatexamen i Stockholm 1947 och studerade vid universitet i Paris 1939 och i Ottawa 1949–1950 innan han blev attaché vid Utrikesdepartementet (UD) 1946. Sköld tjänstgjorde i Washington, D.C. 1947, Ottawa 1949, vid UD 1950 och var beskickningssekreterare i Peking 1953, Wellington 1954 (tillförordnad chargé d’affaires) och i Tokyo 1955. Han var förste sekreterare vid UD 1956, konsul i London 1960, byråchef vid UD:s konsulära byrå 1963 och kansliråd 1965–1969. Sköld var ambassadör i Monrovia, Abidjan, Conakry och Freetown 1969–1972 samt generalkonsul i San Francisco 1972–1976. Han var därefter ambassadör i Bogotá, Panama City och Quito 1976–1979 samt ambassadör i Bukarest 1979-1982.
Sköld var sakkunnig vid 1964 års sjömanslagskommitté, ombud vid diverse internationella förhandlingar från 1949 och ordförande i UD:s understödsnämnd 1963–1969. Han skrev artiklar i juridiska och andra frågor samt översatte skönlitterära verk. Sköld gifte sig 1953 med Ann Edman (född 1917), dotter till vice häradshövding Carl Edman och Aina Frunck.

## Utmärkelser
- Kommendör av Nordstjärneorden, 3 december 1974.[2]